# Nipe Glacier
Nipe Glacier är en glaciär i Antarktis. Den ligger i Östantarktis. Norge gör anspråk på området. Nipe Glacier ligger 1 100 meter över havet.
Terrängen runt Nipe Glacier är varierad. Trakten är obefolkad. Det finns inga samhällen i närheten. 